# József Samassa
József Samassa (Zlaté Moravce, 30 settembre 1828 – Eger, 20 agosto 1912) è stato un cardinale e arcivescovo cattolico ungherese.

## Biografia
Nacque a Zlaté Moravce nell'allora Regno d'Ungheria (oggi in Slovacchia) il 30 settembre 1828.
Dopo aver studiato a Nitra, a Levice e a Esztergom, nel 1843 si iscrisse al seminario di Presburgo e successivamente proseguì gli studi al Pazmaneum di Vienna e all'Università di Vienna, dove conseguì il dottorato in teologia il 13 giugno 1862. Frattanto aveva ricevuto la tonsura e gli ordini minori nel 1846; il suddiaconato il 20 luglio 1852 e il diaconato il 22 luglio dello stesso anno.
Il 23 luglio 1852 fu ordinato presbitero a Esztergom. Dal 1852 al 1855 fu docente al ginnasio arcivescovile di Trnava, dal 1855 al 1859 fu prefetto degli studi al seminario centrale di Pest e dal 1859 al 1861 professore di teologia al seminario di Esztergom. Dal 1861 al 1867 fu professore ordinario di studi biblici del Nuovo Testamento all'Università di Pest. Nel 1869 fu nominato membro del parlamento del Regno d'Ungheria; consigliere del ministero del culto e della pubblica istruzione e abate di Sant'Elena a Dunaföldvár. Nel 1870 divenne canonico del capitolo cattedrale di Esztergom.
Ricevette la nomina alla sede vescovile di Spiš dall'imperatore Francesco Giuseppe il 1º febbraio 1871, cui seguì l'elezione canonica il 26 giugno dello stesso anno e la consacrazione episcopale il 30 luglio 1871, che ricevette a Esztergom, per mano di János Simor, arcivescovo di Esztergom, co-consacranti János Zalka, vescovo di Győr, e József Szabó, vescovo titolare di Nilopoli e ausiliare di Esztergom. Scelse come motto episcopale Fructus honoris onus. Il 18 June 18 1873 Francesco Giuseppe lo nominò arcivescovo di Eger, il 25 luglio dello stesso anno ebbe l'elezione canonica e il pallio. Il 30 luglio 1886 fu nominato assistente al Soglio Pontificio.
Papa Pio X lo elevò al rango di cardinale nel concistoro dell'11 dicembre 1905 e lo stesso giorno gli inviò la berretta con la nomina apostolica. Ricevette il cappello rosso e il titolo di San Marco in forma privata il 6 dicembre 1906.

## Genealogia episcopale e successione apostolica
La genealogia episcopale è:
- Cardinale Scipione Rebiba
- Cardinale Giulio Antonio Santori
- Cardinale Girolamo Bernerio, O.P.
- Arcivescovo Galeazzo Sanvitale
- Cardinale Ludovico Ludovisi
- Cardinale Luigi Caetani
- Cardinale Ulderico Carpegna
- Cardinale Paluzzo Paluzzi Altieri degli Albertoni
- Cardinale Flavio Chigi
- Papa Clemente XII
- Cardinale Giovanni Antonio Guadagni, O.C.D.
- Cardinale Cristoforo Bartolomeo Antonio Migazzi
- Cardinale József Batthyány
- Arcivescovo Ferenc Fuchs
- Arcivescovo István Fischer de Nagy
- Vescovo József Vurum
- Vescovo František Lajčák, O.F.M.Cap.
- Cardinale Ján Krstiteľ Scitovský
- Cardinale János Simor
- Cardinale József Samassa

La successione apostolica è:
- Vescovo Gábor Szele (1888)
- Vescovo Pál Szmrecsányi (1892)
- Vescovo Alexander Párvy (1903)
- Arcivescovo Lajos Szmrecsányi (1905)
- Vescovo Tibor Boromisza (1906)